# Cercottes
Cercottes est une commune française, située dans le département du Loiret en région Centre-Val de Loire.

## Géographie

### Localisation

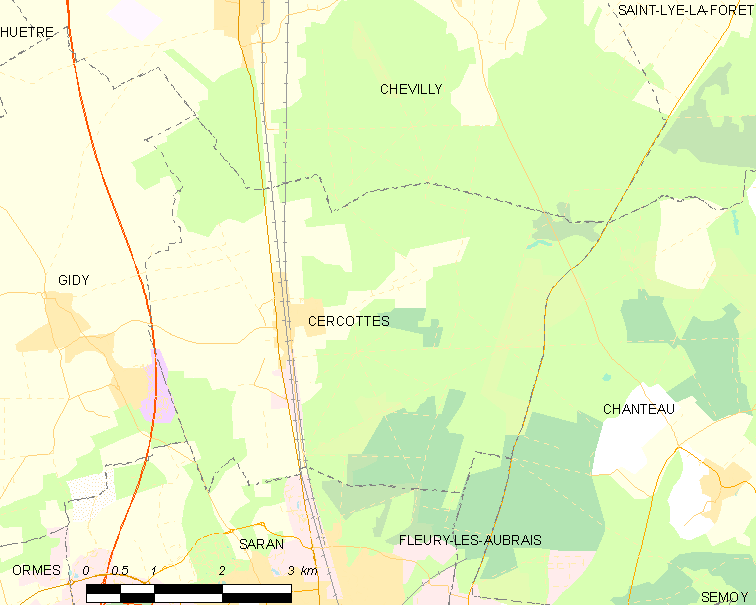
Carte de la commune de Cercottes et des communes limitrophes.

La commune de Cercottes se trouve dans le quadrant nord-ouest du département du Loiret, dans la région agricole de l'Orléanais et l'aire urbaine d'Orléans. À vol d'oiseau, elle se situe à 9,3 km d'Orléans, préfecture du département, et à 10,6 km d'Artenay, ancien chef-lieu du canton dont dépendait la commune avant mars 2015. La commune fait partie du bassin de vie d'Orléans.
Les communes les plus proches sont : Gidy (3,4 km), Saran (3,9 km), Chevilly (4,7 km), Ormes (6,8 km), Fleury-les-Aubrais (6,8 km), Chanteau (6,9 km), Boulay-les-Barres (7,3 km), Huêtre (7,3 km), Bricy (7,5 km) et Semoy (7,9 km).

### Géologie et relief
- m3-p1SASo : Sables et argiles de Sologne (Langhien supérieur à Pliocène inférieur.)
- m2MSO : Marnes et sables de l'Orléanais (Burdigalien)
- m2MCO : Marnes et calcaires de l'Orléanais (Burdigalien)

Carte géologique de la commune de Cercottes.
m3-p1SASo : Sables et argiles de Sologne (Langhien supérieur à Pliocène inférieur.)
m2MSO : Marnes et sables de l'Orléanais (Burdigalien)
m2MCO : Marnes et calcaires de l'Orléanais (Burdigalien)
(: Gouffre, aven
$ : Carrière à ciel ouvert

La région d’Orléans se situe dans le sud du Bassin parisien, vaste cuvette composée d’un empilement de couches sédimentaires d’origines essentiellement détritiques (issus de l’érosion d’anciennes chaînes de montagnes) et carbonatées (précipitation de carbonate de calcium). Ces dépôts s'étagent du Trias (- 250 millions d’années) au Pliocène (- 23 millions d’années) et se font surtout en contexte marin, mais aussi en milieu lacustre. Les successions de périodes glaciaires et interglaciaires au Quaternaire aboutissent à la configuration géomorphologique actuelle : altération plus ou moins profonde des roches en place, terrasses alluviales anciennes perchées sur les plateaux et incision de la vallée actuelle de la Loire,.
Les calcaires de Beauce, qui constituent le socle du territoire communal, se forment à l'Aquitanien (de - 23 à - 20,5 millions d’années). Leur partie supérieure, les marnes et calcaires de l’Orléanais (m2MCO), occupe la partie centrale de la commune. Les marnes et sables de l’Orléanais (m2MSO), premiers dépôts burdigaliens (de – 20,44 à – 15,97 millions d'années) recouvrant les calcaires de Beauce, occupent occupent la partie ouest de la commune. Ces sables sont essentiellement composés de grains de quartz émoussés, accompagnés de feldspaths kaolinisés et friables, de silex à patine noire et de graviers calcaires particulièrement fréquents à la base de la formation,. Cette formation est elle-même surmontée par les sables et argiles de Sologne (m3-p1SASO), datés du Langhien supérieur au Pliocène inférieur, une formation composée de sables (quartz gneissique ou granitique) argileux très grossiers à fins et de lentilles d’argile verte, pure ou sableuse, occupant une partie est de la commune.
Fragmentés et fissurés, les calcaires peuvent être le siège de phénomènes karstiques. Les circulations préférentielles d’eaux souterraines érodent ces calcaires en profondeur et entraînent la formation de dépressions, gouffre ou dolines. Les manifestations en surface de ces fragilités ne sont pas rares dans la région orléanaise. 73 cavités ont été inventoriées par le service régional Centre du BRGM sur la commune, en octobre 2003 : dix-neuf gouffres et des dolines (dépressions circulaires ou elliptiques liée à l'activité karstique). Parmi ces cavités, le gouffre des Ventes-Derrière est, avec 33 mètres de longueur, une des cavités naturelles les plus longues du département du Loiret.
Le territoire communal est relativement plat puisque la dénivelée maximale est de 14 mètres. L'altitude du territoire varie en effet de 119 mètres à 133 mètres,.

### Hydrographie
La Retrève est une rivière souterraine qui mesure 18 km et est surnommée <<la rivière fantôme>>. Elle traverse 8 communes : Rebréchien, Cercottes , Gidy, Huêtre, Bricy, Coinces, Patay et Villeneuve-sur-Conie. Elle est sortie de son lit du 28/05/2016 au 05/06/2016. Elle a inondé toutes les villes qu’elle traverse et a fait beaucoup de dégâts.

### Climat
Pour des articles plus généraux, voir Climat du Centre-Val de Loire et Climat du Loiret.
En 2010, le climat de la commune est de type climat océanique dégradé des plaines du Centre et du Nord, selon une étude du CNRS s'appuyant sur une série de données couvrant la période 1971-2000. En 2020, Météo-France publie une typologie des climats de la France métropolitaine dans laquelle la commune est exposée à un climat océanique altéré et est dans la région climatique Moyenne vallée de la Loire, caractérisée par une bonne insolation (1 850 h/an) et un été peu pluvieux.
Pour la période 1971-2000, la température annuelle moyenne est de 10,7 °C, avec une amplitude thermique annuelle de 15,3 °C. Le cumul annuel moyen de précipitations est de 669 mm, avec 10,7 jours de précipitations en janvier et 7,4 jours en juillet. Pour la période 1991-2020, la température moyenne annuelle observée sur la station météorologique de Météo-France la plus proche, sur la commune de Fleury-les-Aubrais à 7 km à vol d'oiseau, est de 11,7 °C et le cumul annuel moyen de précipitations est de 728,8 mm,. Pour l'avenir, les paramètres climatiques de la commune estimés pour 2050 selon différents scénarios d'émission de gaz à effet de serre sont consultables sur un site dédié publié par Météo-France en novembre 2022.

### Milieux naturels et biodiversité

#### Zone Natura 2000
Le réseau Natura 2000 est un réseau écologique européen de sites naturels d’intérêt écologique élaboré à partir des Directives «Habitats » et «Oiseaux ». Ce réseau est constitué de Zones Spéciales de Conservation (ZSC) et de Zones de Protection Spéciale (ZPS). Dans les zones de ce réseau, les États Membres s'engagent à maintenir dans un état de conservation favorable les types d'habitats et d'espèces concernés, par le biais de mesures réglementaires, administratives ou contractuelles. L'objectif est de promouvoir une gestion adaptée des habitats tout en tenant compte des exigences économiques, sociales et culturelles, ainsi que des particularités régionales et locales de chaque État Membre. les activités humaines ne sont pas interdites, dès lors que celles-ci ne remettent pas en cause significativement l’état de conservation favorable des habitats et des espèces concernés,.
Un site Natura 2000 est présent sur le territoire communal de Cercottes :
| Numéro    | Type                                       | Nom                           | Arrêté de classement | Localisation                                                 |
| --------- | ------------------------------------------ | ----------------------------- | -------------------- | ------------------------------------------------------------ |
| FR2400524 | SIC (directive « Habitats, faune, flore ») | Forêt d’Orléans et périphérie | 20 août 2014         | Deux noyaux sont localisés dans la moitié sud de la commune. |

Le site de la « forêt d'Orléans et périphérie » d'une surface totale de 2 226,40 ha, est morcelé en 38 entités. Celles-ci, de tailles variables (de 0,9 à 347 ha), sont disséminées sur les 3 massifs et leurs périphéries. Au cours de la réalisation du document d'objectifs, à la suite des inventaires de terrain, l'absence d'habitat ou habitat d'espèce d'intérêt communautaire dans certaines entités a conduit à la proposition de leur suppression (13 entités concernées, pour une surface totale de 207,90 ha). L'intérêt du site réside dans la qualité des zones humides (étangs, tourbières, marais, mares), la grande richesse floristique, avec un intérêt élevé pour les bryophytes, les lichens et les champignons. 17 habitats naturels d’intérêt communautaire sont répertoriés sur le site qui présente aussi un intérêt faunistique, notamment l’avifaune, les chiroptères, les amphibiens et les insectes. Ce site présente une faible vulnérabilité dans les conditions actuelles de gestion ; il s’agit en effet de parcelles de forêt domaniale dont la gestion actuelle n’induit pas de contraintes particulières pour les espèces citées. Certaines comme le balbuzard pêcheur font l’objet d’une surveillance. D’autres espèces justifieraient un suivi, comme le sonneur à ventre jaune, l’aigle botté, la pie-grièche écorcheur.

#### Zones nationales d'intérêt écologique, faunistique et floristique
L’inventaire des zones naturelles d'intérêt écologique, faunistique et floristique (ZNIEFF) a pour objectif de réaliser une couverture des zones les plus intéressantes sur le plan écologique, essentiellement dans la perspective d’améliorer la connaissance du patrimoine naturel national et de fournir aux différents décideurs un outil d’aide à la prise en compte de l’environnement dans l’aménagement du territoire. Le territoire communal de Cercottes ne comprend pas de ZNIEFF.

## Toponymie
Le nom de la localité est attesté sous les formes Sercottes en Beauce en 1396 ; Sercottes en 1397 ; [Jehan de Bouchery, buscheron à] Sercottes, [en la forest d’Orlians] en 1454 ; [Guillaume Coupeau dict Sarrazin, buscheron, à] Sercotte en 1459 ; Sercottes en 1495 ; Cercottes en 1740 ; Cercottes au XVIIIe siècle (Carte de Cassini) ; Cerrecotte en 1801 ; Sercottes en 1808 (Cadastre).
Le caractère tardif des formes anciennes ne permet pas de rattacher Cercottes aux nombreux Cercoux, Cerqueux et Cercueil (avec des graphies diverses), c'est-à-dire « cercueil », terme attesté dans la chanson de Roland en 1080 sous la forme sarcou. Cependant, il est possible que l'ancien français sarcou ait été complété à l'aide du suffixe diminutif -ot, féminisé en -otte, d'où le sens global de « petit cercueil », pris au sens de « tombeau », puis de « cimetière ». La forme latinisée Sercotis est un datif-ablatif-locatif masculin pluriel ; d’où le sens « aux petits tombeaux ».

## Histoire

### Révolution française et Empire

#### Nouvelle organisation territoriale
Le décret de l'Assemblée Nationale du 12 novembre 1789 décrète « il y aura une municipalité dans chaque ville, bourg, paroisse ou communauté de campagne ». En 1790, dans le cadre de la création des départements, le Loiret compte alors 367 municipalités, rattachées à 59 cantons et 7 districts. La municipalité de Cercottes est rattachée au canton de Gidy et au district d'Orléans. Le terme « commune », au sens de l’administration territoriale actuelle, est imposé par le décret de la Convention nationale du 10 brumaire an II (31 octobre 1793) : « La Convention nationale, sur la proposition d’un membre, décrète que toutes les dénominations de ville, bourg ou village sont supprimées et que celle de commune leur est substituée ». Ainsi la municipalité de Cercottes devient formellement « commune de Cercottes » en 1793.
Les cantons sont supprimés, en tant que découpage administratif, par une loi du 26 juin 1793, et ne conservent qu'un rôle électoral, permettant l’élection des électeurs du second degré chargés de désigner les députés,. La Constitution du 5 fructidor an III, appliquée à partir de vendémiaire an IV (1795) supprime les districts, considérés comme des rouages administratifs liés à la Terreur, mais maintient les cantons qui acquièrent dès lors plus d'importance en retrouvant une fonction administrative. Enfin, sous le Consulat, un redécoupage territorial visant à réduire le nombre de justices de paix ramène le nombre de cantons dans le Loiret de 58 à 31,. Cercottes est alors rattachée au canton Neuville et à l'Arrondissement d'Orléans par arrêté du 9 vendémiaire an X (1er octobre 1801),,. En 1806, la commune est rattachée au canton d'Artenay, un canton nouveau formé d'une commune de l'ancien canton d'Ingré, supprimé, de sept communes issues du canton de Neuville et de trois issues du canton de Patay. Cette organisation va rester inchangée jusqu'en 2015.

### Époque contemporaine
Le 8 janvier 1909, un train déraille sur la commune de Cercottes.
Durant la Première Guerre mondiale, des camps d'Indiens s'installèrent à Cercottes, c'était une étape du Corps Indien. Une fois arrivés à Orléans le 2 octobre 1914, ils parcoururent dix kilomètres à pied. Ils restèrent un an (1914-1915) .
Le 500e régiment d'artillerie spéciale y est établi.

## Urbanisme

### Typologie
Au 1er janvier 2024, Cercottes est catégorisée bourg rural, selon la nouvelle grille communale de densité à sept niveaux définie par l'Insee en 2022.
Elle est située hors unité urbaine. Par ailleurs la commune fait partie de l'aire d'attraction d'Orléans, dont elle est une commune de la couronne,. Cette aire, qui regroupe 136 communes, est catégorisée dans les aires de 200 000 à moins de 700 000 habitants,.

### Occupation des sols
L'occupation des sols de la commune, telle qu'elle ressort de la base de données européenne d’occupation biophysique des sols Corine Land Cover (CLC), est marquée par l'importance des forêts et milieux semi-naturels (65,8 % en 2018), une proportion sensiblement équivalente à celle de 1990 (65,9 %). La répartition détaillée en 2018 est la suivante : 
forêts (64,6 %), terres arables (30,1 %), zones urbanisées (2,9 %), zones industrielles ou commerciales et réseaux de communication (1,2 %), milieux à végétation arbustive et/ou herbacée (1,1 %).
L’évolution de l’occupation des sols de la commune et de ses infrastructures peut être observée sur les différentes représentations cartographiques du territoire : la carte de Cassini (XVIIIe siècle), la carte d'état-major (1820-1866) et les cartes ou photos aériennes de l'IGN pour la période actuelle (1950 à aujourd'hui).

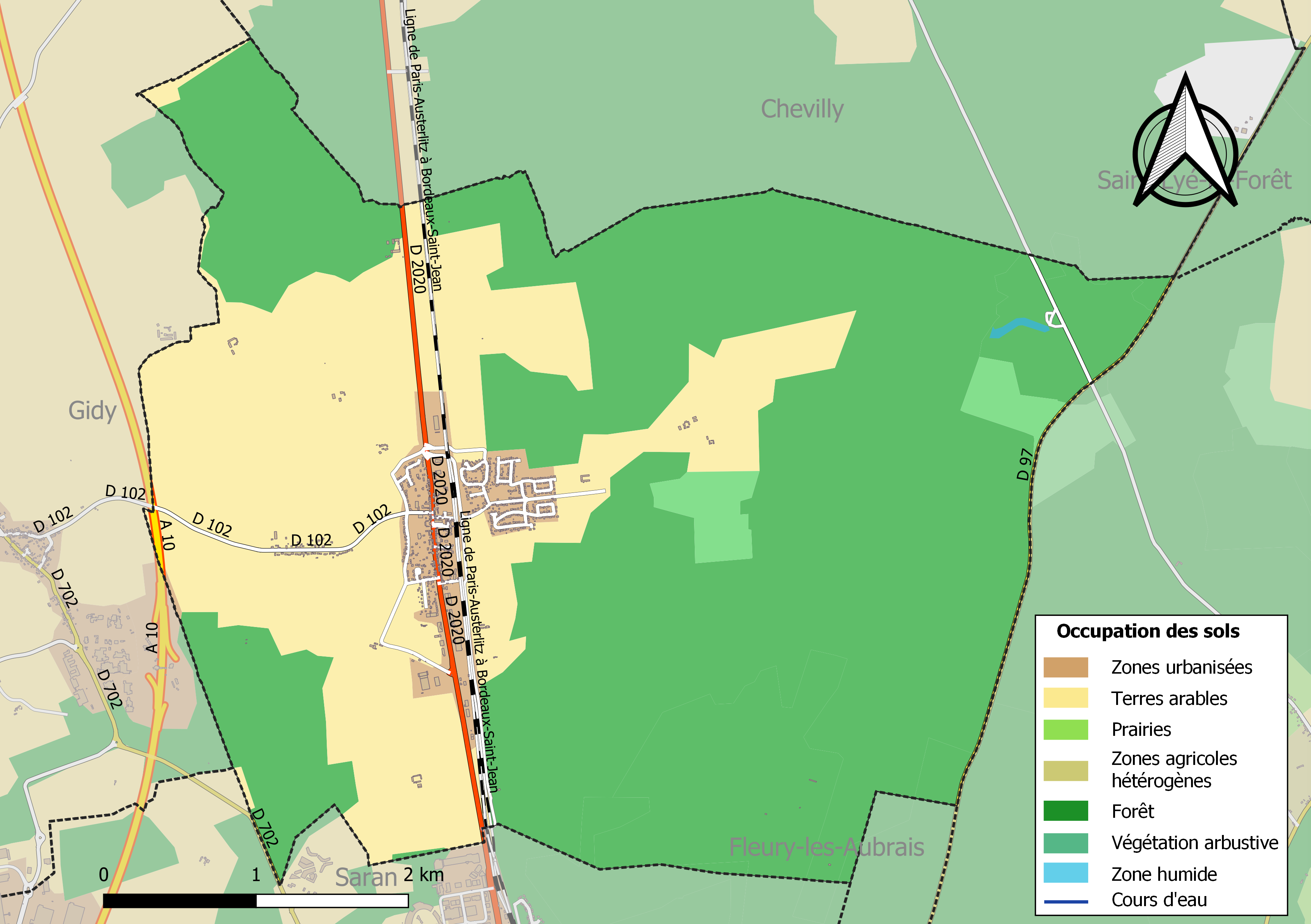
Carte des infrastructures et de l'occupation des sols de la commune en 2018 (CLC).
Carte orthophotographique de la commune en 2016.

### Planification

#### Plan local d'urbanisme
La commune prescrit l'élaboration d'un plan d'occupation des sols en février 1972. Le document est approuvé en mars 1977 puis révisé en décembre 1994. Il fait ensuite l'objet de multiples modifications.
La loi relative à la solidarité et au renouvellement urbains du 13 décembre 2000, dite loi SRU, complétée par la loi urbanisme et habitat du 2 juillet 2003, marque une évolution de la planification urbaine en créant notamment les plans locaux d’urbanisme (PLU), vecteurs de projets de territoire, appelés à se substituer progressivement aux plans d’occupation des sols. Le PLU contient deux éléments nouveaux par rapport au POS : le plan d'aménagement et de développement durable (PADD), qui exprime le projet de la ville par des orientations générales en matière d'urbanisme, de développement, d'équipement et de préservation de l'environnement et les orientations d'aménagement et de programmation (OAP) qui correspondent à des zooms qui peuvent porter sur des quartiers ou secteurs à mettre en valeur, réhabiliter, restructurer ou aménager, ou sur l'aménagement d'un espace public, etc. Dans ce cadre le conseil municipal prescrit la révision du Plan d’occupation des sols et sa transformation en plan local d'urbanisme le 16 novembre 2005. Tant que ce document n'est pas approuvé, c'est le POS qui tient lieu de document d'urbanisme de référence,.

#### Documents d'orientations intercommunaux
La commune est membre du Pays Loire Beauce, qui regroupe 38 communes. En 2012 les Pays Forêt d'Orléans Val de Loire, Loire Beauce et Sologne Val-sud sont les seuls territoires du département du Loiret ne disposant pas de schéma de cohérence territoriale (SCoT). Compte tenu de l'intérêt de cet outil pour l'avenir des territoires, les élus de ces pays décident d'engager une démarche commune d'élaboration de SCoT. Le comité syndical du Pays Loire Beauce se prononce majoritairement en janvier 2013 pour prendre la compétence « Elaboration, gestion et suivi du Schéma de Cohérence Territoriale » dans ses statuts. Le périmètre de SCoT à l'échelle des 38 communes composant le Pays Loire Beauce est arrêté par le Comité Syndical le 26 juin 2013. Les trois SCoT sont lancés officiellement et simultanément à La Ferté-Saint-Aubin le 21 juin 2014, l'assistance à maîtrise d'ouvrage étant confiée à un seul bureau d'études. Après étude et concertation de 2014 à 2017, le document doit être approuvé en 2018.

### Voies de communication et transports

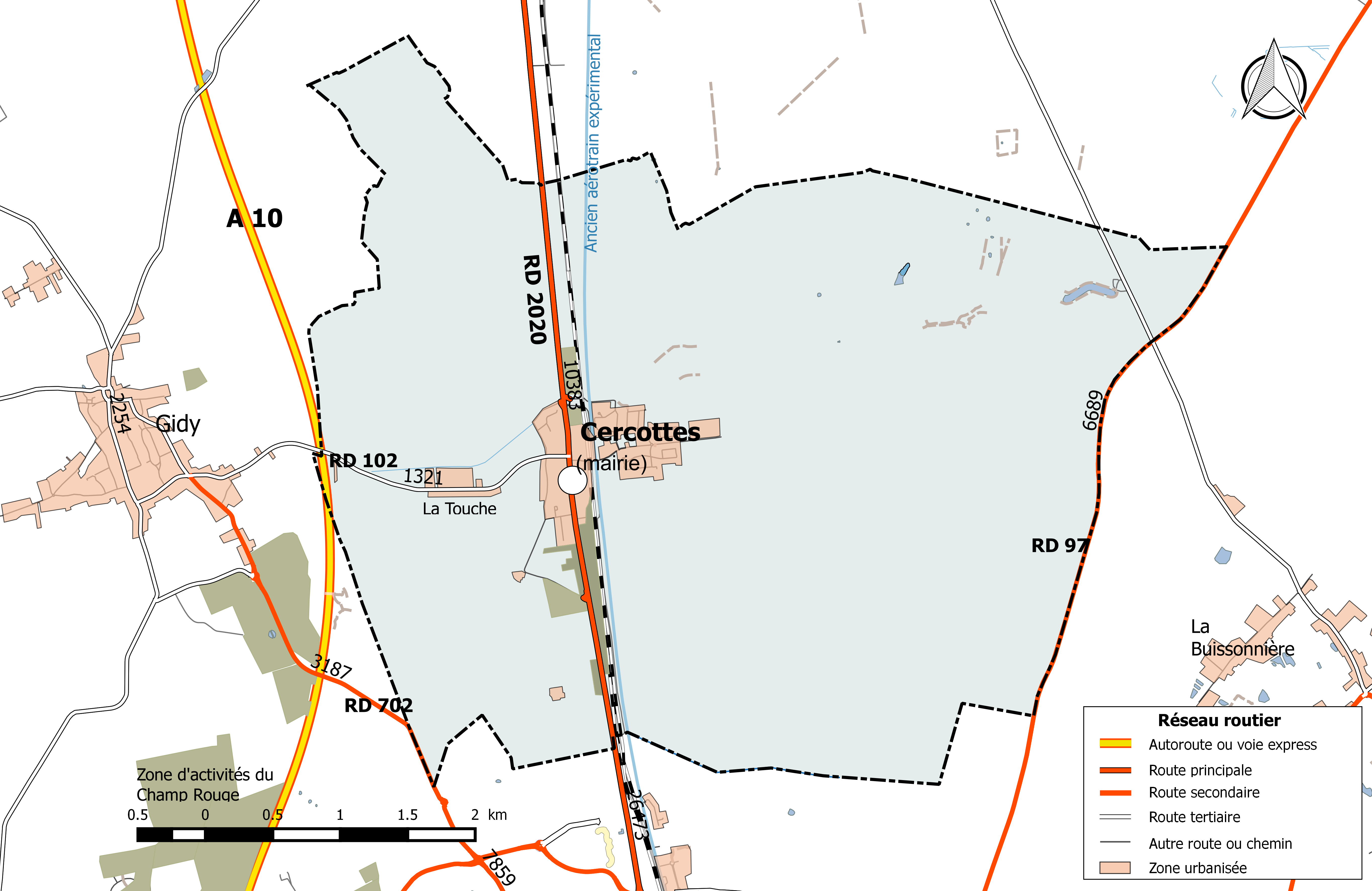
Réseau routier principal de la commune de Cercottes (avec indication du trafic routier 2014).

#### Infrastructures routières
La commune est traversée par quatre routes départementales : la RD2020, la RD 102, la RD 97 et la RD 702.
La RD 2020 traverse la commune du nord au sud et constitue l'artère principale du bourg. Il s'agit de l'ancienne Route nationale 20, transférée au département du Loiret par arrêté préfectoral du 22 décembre 2005, consécutivement au décret du 5 décembre 2005 qui définit la nouvelle consistance du réseau routier national et qui prévoit de maintenir dans le réseau routier national que la partie la plus méridionale de la route, entre le débouché de l'A66 et l'Espagne. Cet axe supporte en 2014 un trafic de 13 033 véhicules/jour au nord de l'agglomération et de 10 383 au sud.
La RD 102 (1 321 véhicules/jour) relie le centre-bourg à Rouvray-Sainte-Croix en traversant le hameau de La Touche.
La RD 97 (6 689 véhicules/jour) relie Orléans à Pannecières.
La RD 702 (3 187 véhicules/jour) relie Orléans à Gidy.
Complétant ces voies, la commune est sillonnée de plusieurs voies communales et chemins ruraux desservant ses fermes et hameaux et les bourgs environnants.

#### Transports en commun routiers
En 2016, Artenay est desservie par la ligne régulière no 21 du réseau d'autocars interurbains Ulys qui relie Bazoches-les-Gallerandes - Aschères-le-Marché - Artenay - Orléans. Des correspondances SNCF sont assurées à la gare d'Orléans et TAO et Transbeauce à la Gare routière d'Orléans. À compter du 1er janvier 2017, la compétence des services de transports routiers interurbains, réguliers et à la demande est transférée des départements aux régions, et donc localement du département du Loiret à la région Centre-Val de Loire, consécutivement à la loi NOTRe du 7 août 2015. Dans ce cadre le Réseau de mobilité interurbaine « Rémi » remplace chacun des réseaux départementaux et en particulier le réseau Ulys dans le Loiret et  entre en service à compter de la rentrée scolaire du 4 septembre 2017.

#### Infrastructures ferroviaires
La commune est traversée par la ligne de Paris-Austerlitz à Bordeaux-Saint-Jean, l'une des grandes lignes de chemin de fer radiales françaises partant de Paris en direction du Sud-Ouest du pays. La gare de Cercottes est desservie par des trains Intercités circulant entre Tours et Paris-Austerlitz ou Orléans, qui ont remplacé en 2011 les trains Aqualys, et des trains TER Centre-Val de Loire circulant entre Paris et Orléans.

### Risques naturels et technologiques
La commune de Cercottes est vulnérable à différents aléas naturels : climatiques (hiver exceptionnel ou canicule), mouvements de terrains ou sismique (sismicité très faible).
Elle est également exposée à un risque technologique : le risque de transport de matières dangereuses
.
Entre 1989 et 2019, cinq arrêtés ministériels ayant porté reconnaissance de catastrophe naturelle ont été pris pour le territoire de la commune : trois  pour des inondations et coulées de boues et deux pour des mouvements de terrains.

#### Risques naturels
Le territoire de la commune peut être concerné par un risque d'effondrement de cavités souterraines non connues. Une cartographie départementale de l'inventaire des cavités souterraines et des désordres de surface a été réalisée. Il a été recensé sur la commune plusieurs effondrements de cavités.
Par ailleurs, le sol du territoire communal peut faire l'objet de mouvements de terrain liés à la sécheresse. Le phénomène de retrait-gonflement des argiles est la conséquence d'un changement d'humidité des sols argileux. Les argiles sont capables de fixer l'eau disponible mais aussi de la perdre en se rétractant en cas de sécheresse. Ce phénomène peut provoquer des dégâts très importants sur les constructions (fissures, déformations des ouvertures) pouvant rendre inhabitables certains locaux. Celui-ci a particulièrement affecté le Loiret après la canicule de l'été 2003. Une grande partie du territoire de la commune est soumise à un aléa « fort » face à ce risque, selon l'échelle définie par le Bureau de recherches géologiques et minières (BRGM).
Depuis le 22 octobre 2010, la France dispose d’un nouveau zonage sismique divisant le territoire national en cinq zones de sismicité croissante. La commune, à l’instar de l’ensemble du département, est concernée par un risque très faible.

#### Risques technologiques
La commune est exposée au risque de transport de matières dangereuses, en raison du passage sur son territoire d'un oléoduc exploité par la société Trapil, d'une ligne de transport ferroviaire et d'itinéraires routiers structurants supportant un fort trafic (les routes départementales A10-D2020 ),.

## Politique et administration

### Découpage territorial
La commune de Cercottes est membre de la communauté de communes de la Beauce loirétaine, un établissement public de coopération intercommunale (EPCI) à fiscalité propre créé le 26 décembre 2012 dont le siège est à Patay. Ce dernier est par ailleurs membre d'autres groupements intercommunaux. En 2020, ces organismes sont le syndicat pour la gestion de la fourrière animale des communes et communautés du Loiret, l’Agence Loiret Numérique, le SMIRTOM de la région d'Artenay, le SMAH du bassin de la Retrêve et de son affluent le ruisseau du Renard et le PETR Pays Loire Beauce.
Le Pays Loire Beauce constitue un « Territoire de Projets » au sens de la Loi du 25 juin 1999 d'orientation pour l'aménagement et le développement durable du territoire, dite Loi Voynet. En mai 2017, le syndicat mixte de Pays s'est transformé en Pôle d'équilibre territorial et rural conformément à la loi MAPTAM de 2014.
Sur le plan administratif, elle est rattachée à l'arrondissement d'Orléans, au département du Loiret et à la région Centre-Val de Loire. Sur le plan électoral, elle dépend du  canton de Meung-sur-Loire pour l'élection des conseillers départementaux, depuis le redécoupage cantonal de 2014 entré en vigueur en 2015, et de la deuxième circonscription du Loiret  pour les élections législatives, depuis le dernier découpage électoral de 2010.

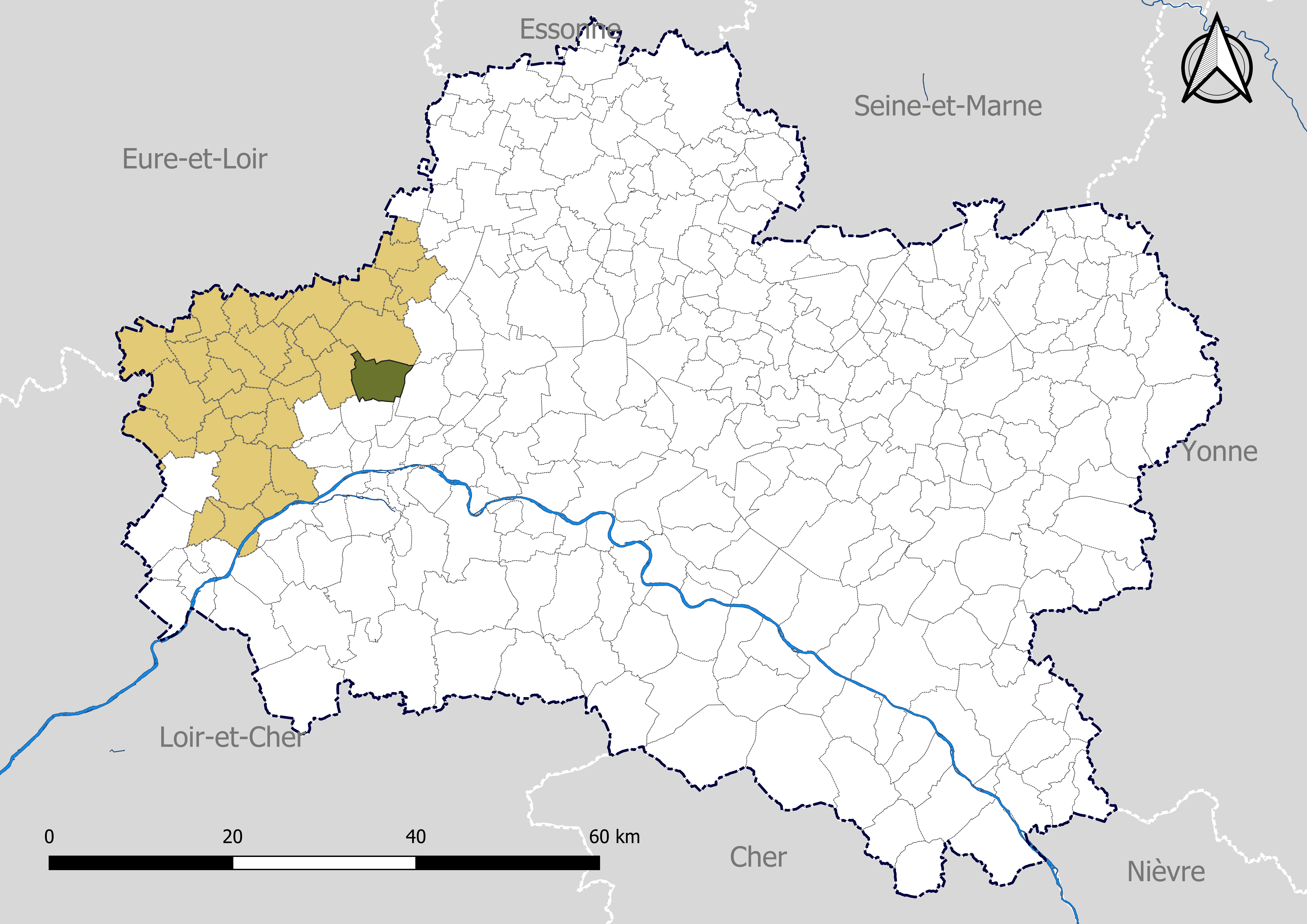
Cercottes dans le canton de Meung-sur-Loire en 2020.
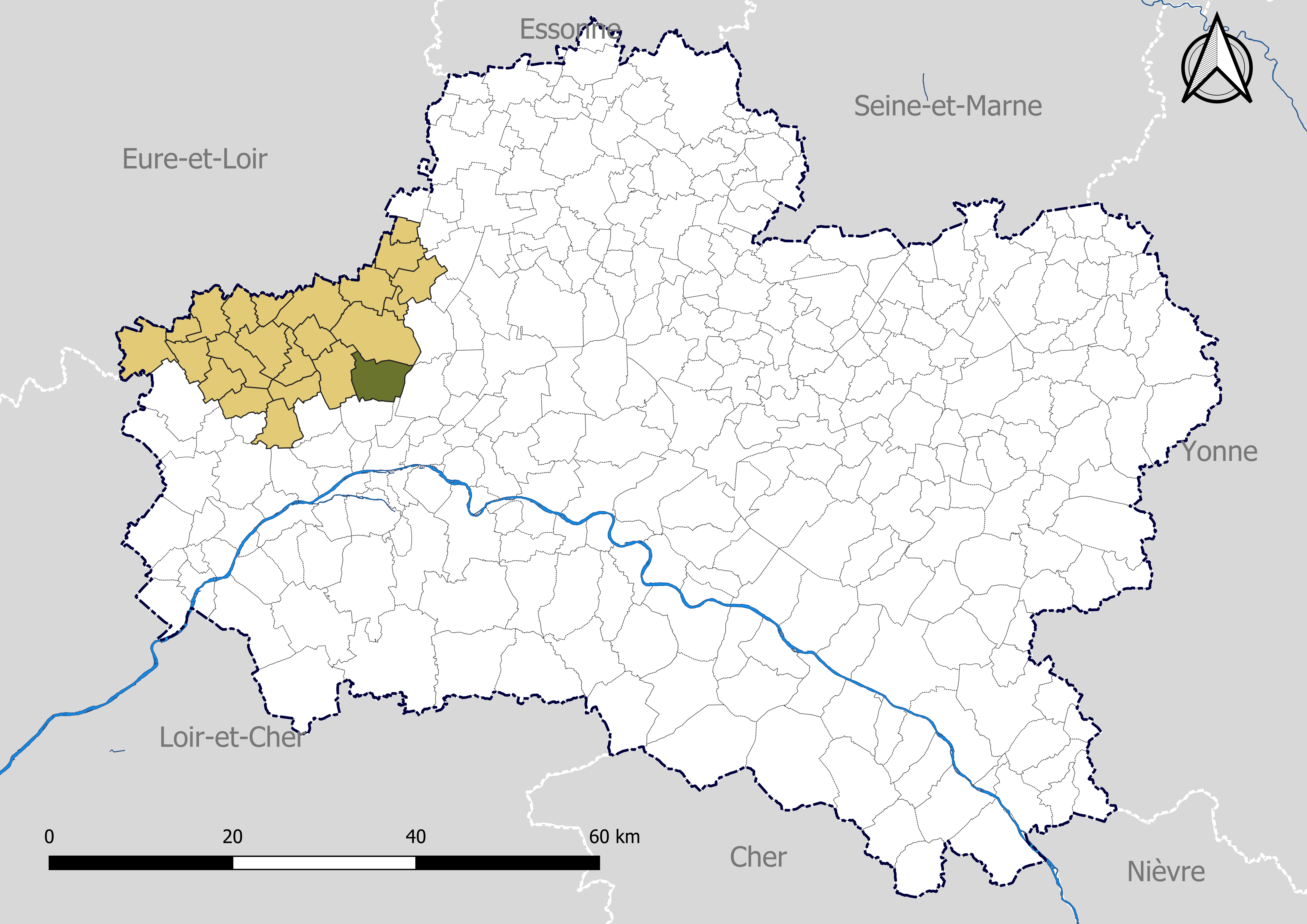
Cercottes dans la communauté de communes de la Beauce loirétaine en 2020.
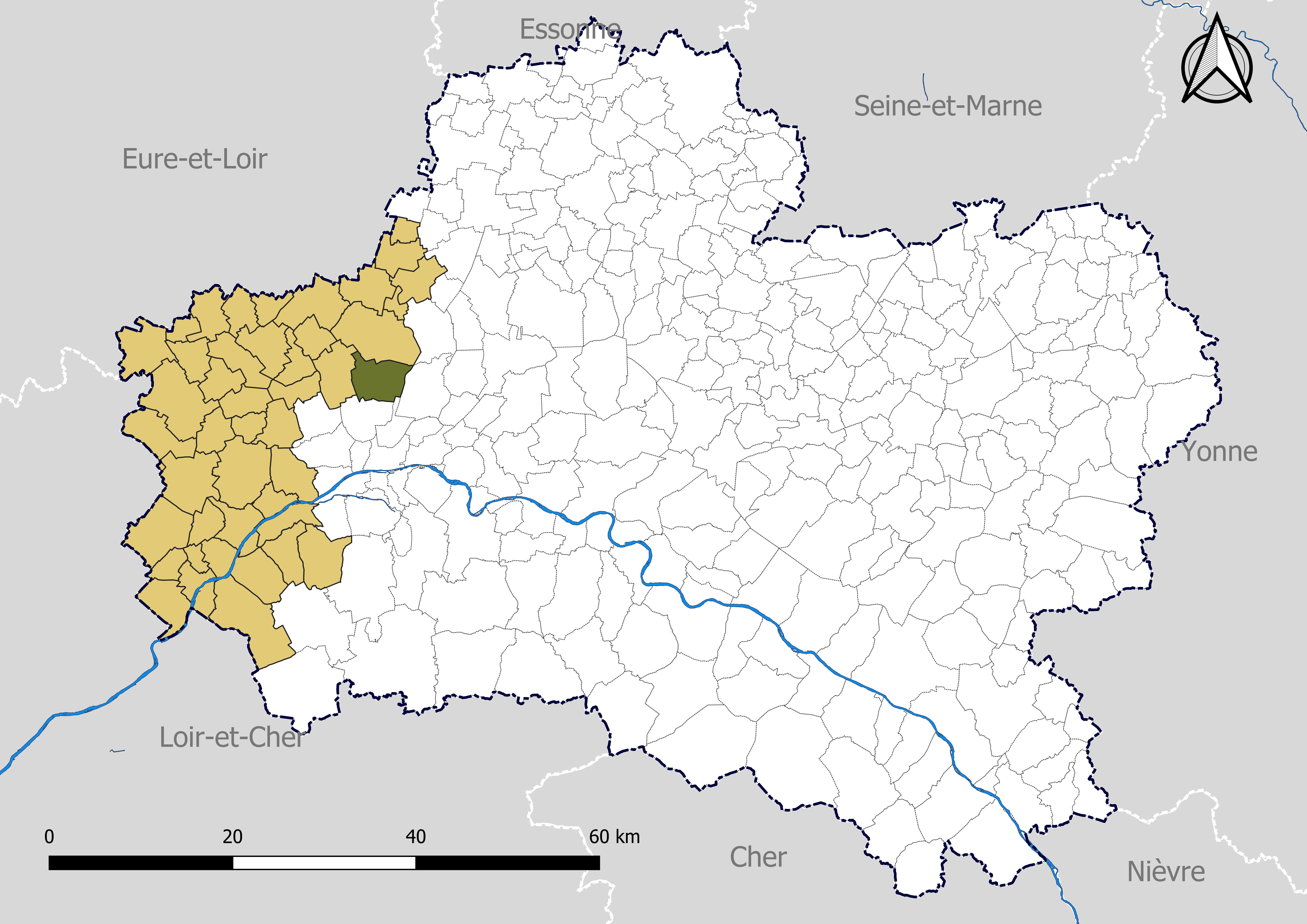
Cercottes dans le Pôle d'équilibre territorial et rural (PETR) Loire Beauce en 2020.
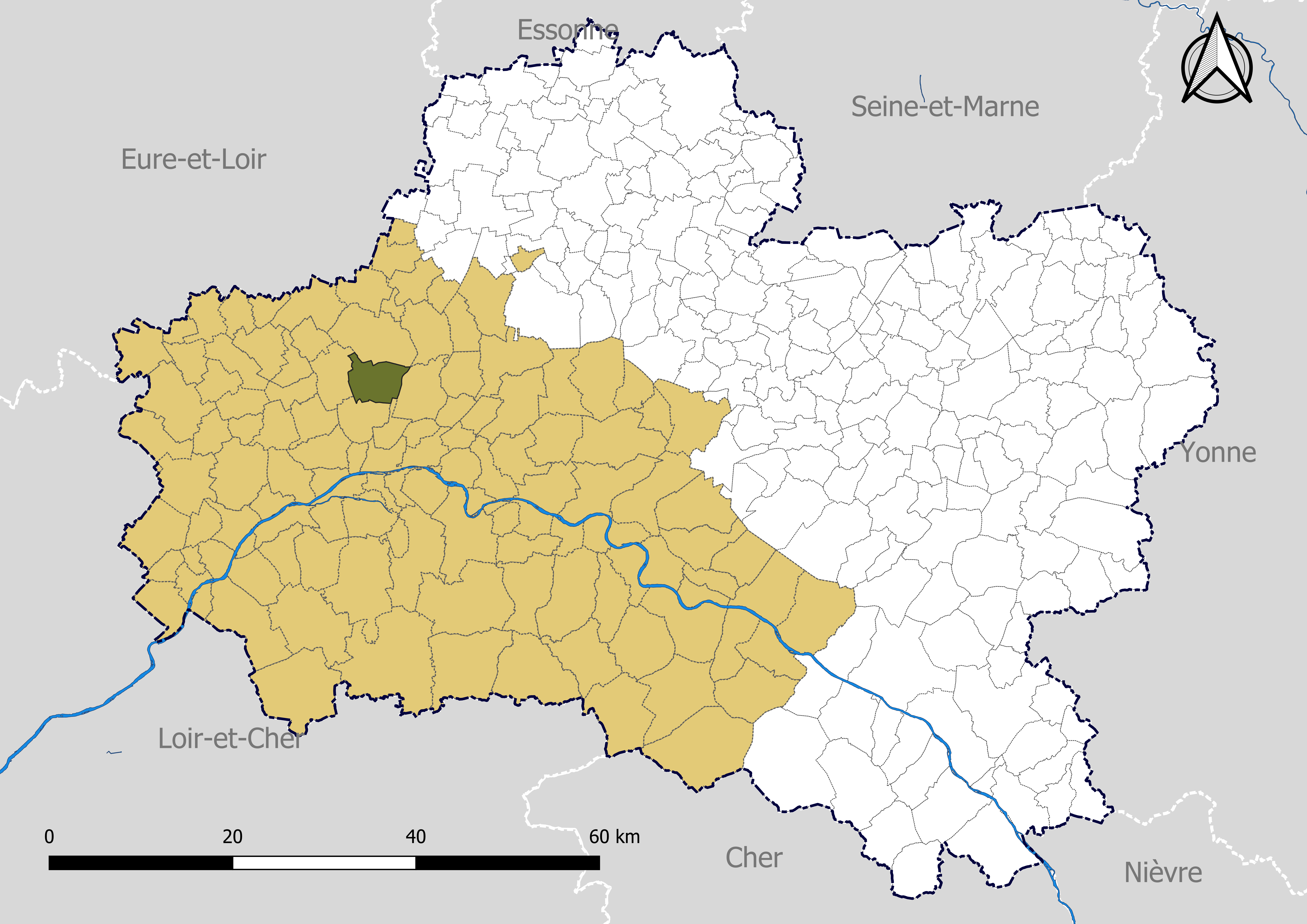
Cercottes dans l'arrondissement d'Orléans en 2020.

### Politique et administration municipales

#### Conseil municipal et maire
Depuis les élections municipales de 2014, le conseil municipal de Cercottes, commune de plus de 1 000 habitants, est élu au scrutin proportionnel de liste à deux tours (sans aucune modification possible de la liste), pour un mandat de six ans renouvelable. Il est composé de 15 membres. L'exécutif communal, est constitué par le maire, élu par le conseil municipal, parmi ses membres, pour un mandat de six ans, c'est-à-dire pour la durée du mandat du conseil.
| Période    | Période  | Identité                 | Étiquette | Qualité                              |
| ---------- | -------- | ------------------------ | --------- | ------------------------------------ |
| avant 1995 | ?        | Philippe Savouré-Lejeune | DVD       |                                      |
|            | 2008     | Robert Catel             |           |                                      |
| 2008       | En cours | Martial Savoure-Lejeune, |           | Agriculteur sur moyenne exploitation |

## Économie
La zone industrielle regroupe environ 20 entreprises pour environ 200 emplois.
Elle abrite le site du Centre parachutiste d’entraînement spécialisé, rattaché au Service Action de la Direction générale de la Sécurité extérieure (DGSE),.

## Équipements et services

### Environnement

#### Gestion des déchets
Au 31 décembre 2016, la commune est membre du SIRTOM de la région d'Artenay (SIRTOMRA), créé en 1971. Celui-ci assure la collecte et le traitement des ordures ménagères résiduelles en porte à porte, des emballages ménagers recyclables en porte à porte ou en points d’apport volontaire, du verre en points d’apport volontaire et des papiers en points d’apport volontaire. Un réseau de quatre déchèteries accueille les encombrants et autres déchets spécifiques (déchets verts, déchets dangereux, gravats, ferraille, cartons…). La déchèterie la plus proche de la commune est située sur la commune d'Artenay.
L'élimination et la valorisation énergétique des déchets est effectuée dans l'outil de traitement appelé BEGEVAL, installé à Pithiviers et géré par le syndicat de traitement Beauce Gâtinais Valorisation (BGV) qui regroupe le territoire des trois syndicats de collecte : SMETOM, SITOMAP et SIRTOMRA. Cet outil est composé d’un centre de valorisation matière qui trie les emballages issus de la collecte sélective, les journaux-magazines et les cartons de déchetteries, et d’un centre de valorisation énergétique qui incinère les ordures ménagères résiduelles et le tout-venant incinérable des déchetteries ainsi que les refus du centre de tri.
Depuis le 1er janvier 2017, la « gestion des déchets ménagers » ne fait plus partie des compétences de la commune mais est une compétence obligatoire de la communauté de communes de la Beauce loirétaine, en application de la loi NOTRe du 7 août 2015.

#### Production et distribution d'eau
Le service public d’eau potable est une compétence obligatoire des communes depuis l’adoption de la loi du 30 décembre 2006 sur l’eau et les milieux aquatiques. Au 31 décembre 2016, la production et la distribution de l'eau potable sur le territoire communal sont assurées par le syndicat intercommunal d'alimentation en eau potable de Gidy - Cercottes - Huêtres, un syndicat créé en 1948 desservant trois communes : Cercottes, Gidy et Huêtre, la commune elle-même.
La loi NOTRe du 7 août 2015 prévoit que le transfert des compétences « eau et assainissement » vers les communautés de communes sera obligatoire à compter du 1er janvier 2020. Le transfert d’une compétence entraîne  de  facto  la  mise  à disposition  gratuite  de  plein droit des biens, équipements et services publics utilisés, à la date du transfert, pour l'exercice de ces compétences et la substitution de la communauté dans les droits et obligations des communes,.

#### Assainissement
La compétence assainissement, qui recouvre obligatoirement la collecte, le transport et l’épuration des eaux usées, l’élimination des boues produites, ainsi que le contrôle des raccordements aux réseaux publics de collecte, est assurée  par la commune elle-même.
La commune est raccordée à une station d'épuration située sur le territoire communal mise en service le 1er février 2005 et dont la capacité nominale de traitement est de  1 800 EH, soit 360 m3/jour. Cet équipement utilise un procédé d'épuration biologique dit « à boues activées ». Son exploitation est assurée par la commune,,.
L’assainissement non collectif (ANC) désigne les installations individuelles de traitement des eaux domestiques qui ne sont pas desservies par un réseau public de collecte des eaux usées et qui doivent en conséquence traiter elles-mêmes leurs eaux usées avant de les rejeter dans le milieu naturel. En 2016, la communauté de communes de la Beauce loirétaine assure le service public d'assainissement non collectif (SPANC), qui a pour mission de vérifier la bonne exécution des travaux de réalisation et de réhabilitation, ainsi que le bon fonctionnement et l’entretien des installations,.

## Population et société

### Démographie
L'évolution du nombre d'habitants est connue à travers les recensements de la population effectués dans la commune depuis 1793. Pour les communes de moins de 10 000 habitants, une enquête de recensement portant sur toute la population est réalisée tous les cinq ans, les populations de référence des années intermédiaires étant quant à elles estimées par interpolation ou extrapolation. Pour la commune, le premier recensement exhaustif entrant dans le cadre du nouveau dispositif a été réalisé en 2008.
En 2022, la commune comptait 1 477 habitants, en évolution de +2,57 % par rapport à 2016 (Loiret : +1,89 %, France hors Mayotte : +2,11 %).
| 1793 | 1800 | 1806 | 1821 | 1831 | 1836 | 1841 | 1846 | 1851 |
| ---- | ---- | ---- | ---- | ---- | ---- | ---- | ---- | ---- |
| 281  | 332  | 341  | 335  | 370  | 386  | 378  | 383  | 422  |

| 1856 | 1861 | 1866 | 1872 | 1876 | 1881 | 1886 | 1891 | 1896 |
| ---- | ---- | ---- | ---- | ---- | ---- | ---- | ---- | ---- |
| 424  | 437  | 440  | 410  | 438  | 416  | 407  | 425  | 412  |

| 1901 | 1906 | 1911 | 1921 | 1926 | 1931 | 1936 | 1946 | 1954 |
| ---- | ---- | ---- | ---- | ---- | ---- | ---- | ---- | ---- |
| 422  | 409  | 411  | 377  | 398  | 328  | 299  | 409  | 451  |

| 1962 | 1968 | 1975 | 1982 | 1990 | 1999 | 2006  | 2008  | 2013  |
| ---- | ---- | ---- | ---- | ---- | ---- | ----- | ----- | ----- |
| 455  | 458  | 498  | 634  | 684  | 737  | 1 061 | 1 156 | 1 397 |

| 2018  | 2022  | - | - | - | - | - | - | - |
| ----- | ----- | - | - | - | - | - | - | - |
| 1 479 | 1 477 | - | - | - | - | - | - | - |

## Culture locale et patrimoine

### Lieux et monuments
- La Gare de Cercottes.
- Le viaduc de l'aérotrain traverse le territoire de la commune.

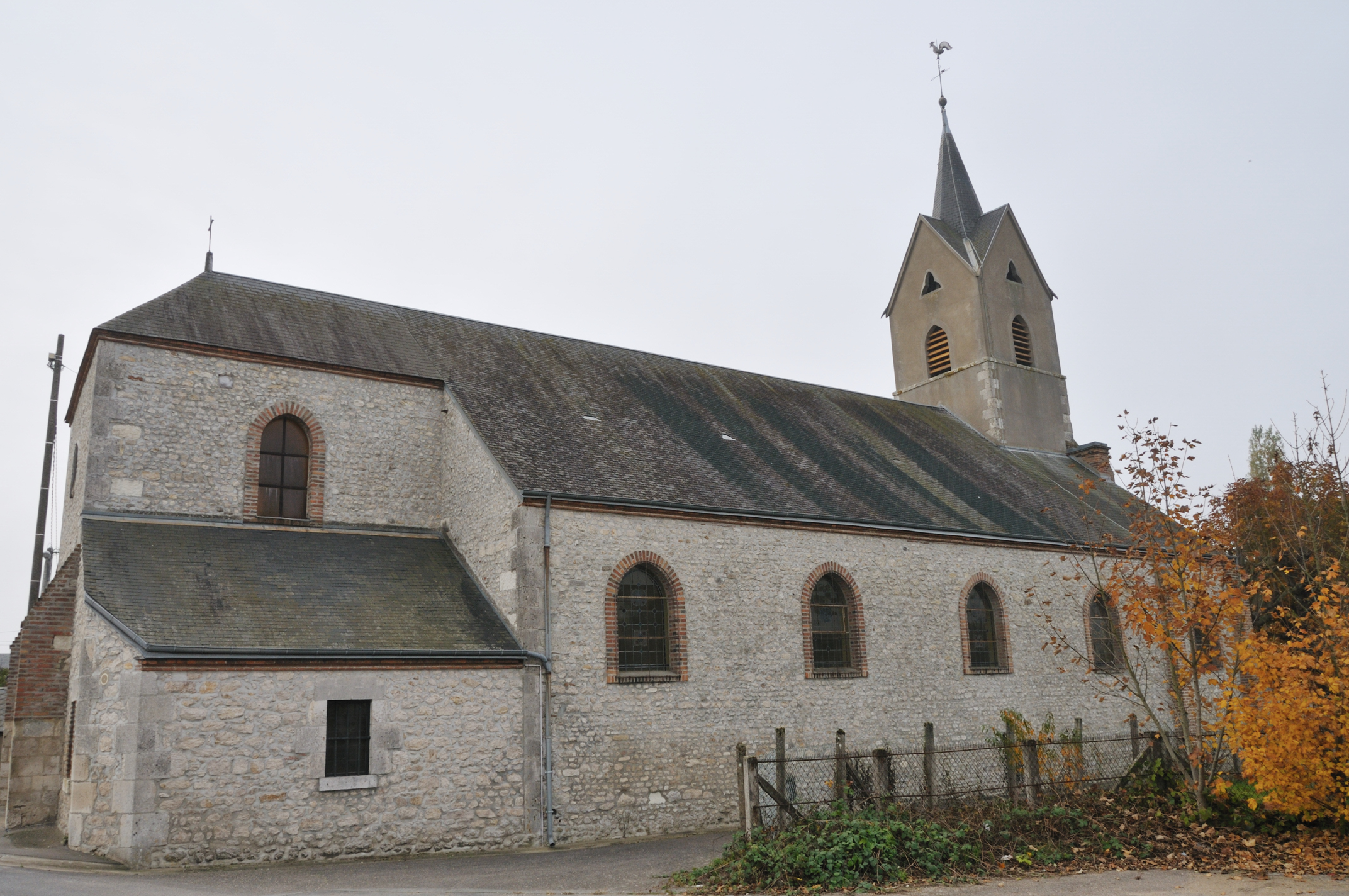
L'église Saint-Martin.
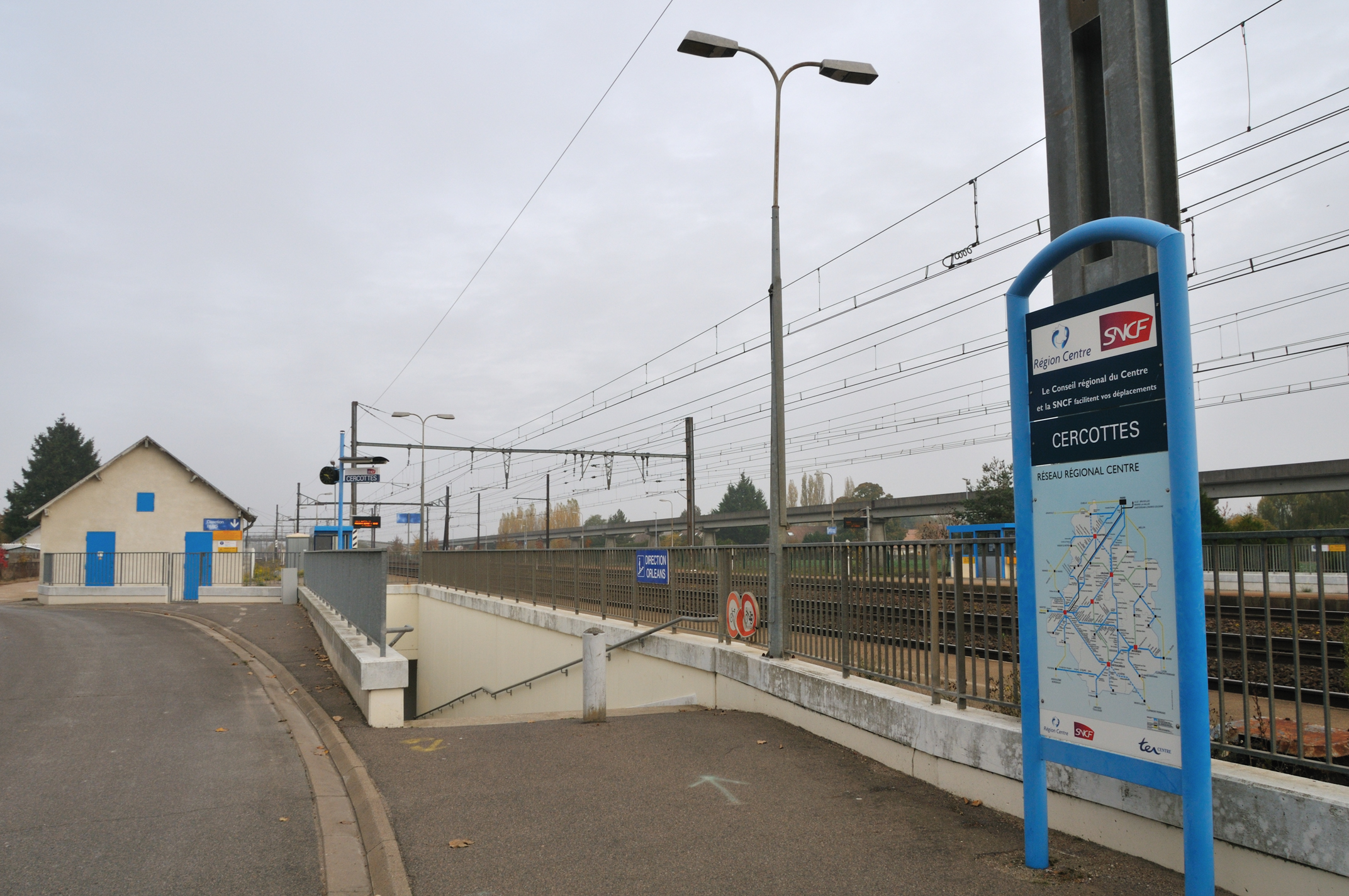
La gare de Cercottes.
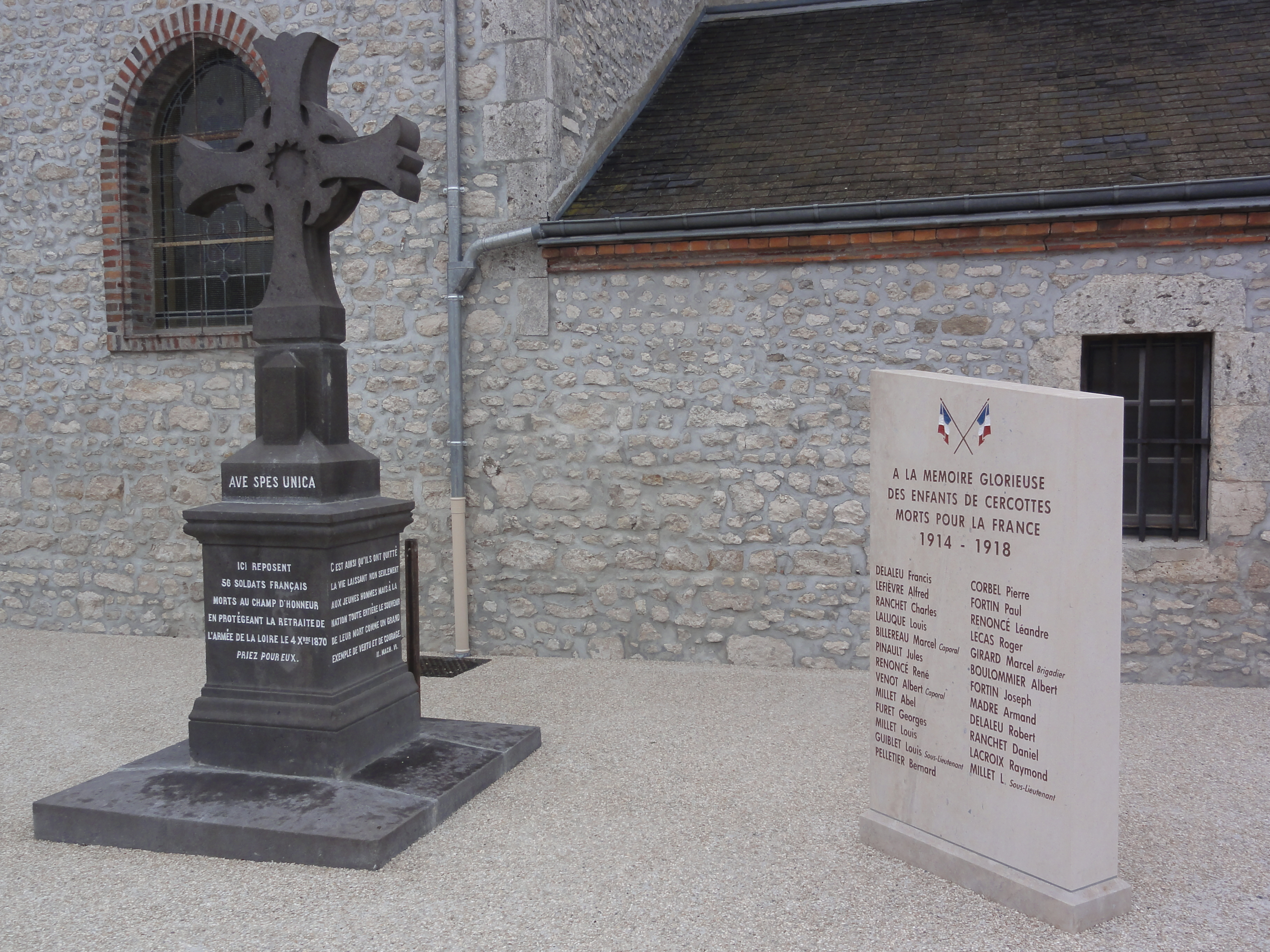
Monuments aux morts.